# ماساتوشی هارا
ماساتوشی هارا (ژاپنی: 原 祐俊؛ زادهٔ ۱۶ ژوئن ۱۹۷۵) یک بازیکن فوتبال اهل ژاپن است.
از باشگاه‌هایی که در آن بازی کرده‌است می‌توان به باشگاه فوتبال جف یونایتد چیبا اشاره کرد.